# László Ferenc (újságíró, 1896–1951)
László Ferenc, 1915-ig Löw (Pécs, 1896. augusztus 2. – Budapest, Erzsébetváros, 1951. augusztus 31.) újságíró, szerkesztő, műfordító.

## Életútja
Löw Lajos (1857–1936) gázgyári tisztviselő és Kaufer Gizella (1861–1935) tanítónő fia. Testvére dr. László Béla belgyógyász, kardiológus. A pécsi állami főreáliskolában végezte a középiskolát, ahol 1914-ben érettségizett. 1921-ig a Pécsi Hírlap munkatársaként dolgozott. Húsz éves volt (1916), amikor a Pécsi Nemzeti Színház bemutatta a Halálugrás című egyfelvonásos drámáját. Pécsről az ekkoriban létrejött Szerb–Horvát–Szlovén (= Jugoszlávia) Királyságba költözött, ahol 1921-től 1929-ig a Szabadkán megjelenő Bácsmegyei Napló belső munkatársa és szerkesztője volt. Mint színikritikus újságíró itt ismerkedett meg Sziegriszt Paula színésznővel, a Szabadkai magyar színház ígéretes tehetségével, Poldini zeneszerző unokahúgával, akivel a szenvedélyes rajongást követően összeházasodtak és halálukig együtt éltek. A második világháború végén katolikus felesége sem tudta megmenteni a munkaszolgálattól. 1929-től Budapesten élt, ahol 1929 és 1948 között a Kis Újság független politikai napilap munkatársa, valamint 1949–51-ben a Magyar Nemzet külpolitikai rovatvezetője volt. A második világháborút követően részt vett a Magyar Újságírók Szövetsége (MUOSZ) megalapításában.
Szociológiai dolgozatai és nemzetközi elemzései a Demokrácia és a Huszadik Század című lapokban láttak napvilágot. Regényei megjelentek a Hellas és a Literária Kiadóvállalat könyvsorozataiban. Több kortárs angol és német regényt ültetett át magyarra.

## Főbb művei
- A film rabszolgái. Regény. (Hellas Könyvek. Budapest, 1931)
- A halál árnyékában. Regény. (Világvárosi Regények 103., Literária, Budapest, 1933)
- Fekete liliom. Regény. (Gong 13., Budapest, 1933)
- A polgárság útja. Szociológiai tanulmány. (Balassa Könyvtár. 3. Budapest, 1947)

## Műfordításai
- Brown, C.: A Grand Hotel titka. (Budapest, 1931)
- Clynes, F.: Tolvajok titkos trösztje. Regény. (Budapest, 1931)
- Kabel, Walther: A vörös rózsa. Regény. (Budapest, 1931)
- Lewis, Sinclair: Elmer Gantry, a prédikátor. (Budapest, 1947)
- Jackson, Charles: Férfiszenvedély. Regény. (Budapest, 1947)
- Feuchtwanger, Lion: Államférfiak, cselszövők, bohémek. Regény két kötetben. (Budapest, 1947)